# 珍妮·艾尼茲
珍妮·艾尼茲·查維茲（西班牙語：Jeanine Áñez Chávez，發音：[ɟʝeˈnine ˈaɲes ˈtʃaβes] ⓘ；1967年8月13日—）是玻利维亚女性政治人物和律师，因埃沃·莫拉萊斯宣布辭職，使她曾任玻利维亚臨時总统，也是該國歷史上第二位女性總統。原本為出身於贝尼省的参议员，政治主张被描述為反埃沃·莫拉莱斯。

## 生涯

### 臨時总统任期
在埃沃·莫拉萊斯宣布辭職的前一天，艾尼茲于2019年11月10日成為憲法規定按順序的下一位玻利维亚总统繼任者，并召集参议院正式接受辞职后于11月11日担任玻利維亞參議院議長职位。
艾尼茲说，她的第一个希望是在许多官員辞职后取得法定人數，然后重新舉行選舉。艾尼茲直到莫拉莱斯辞职的第二天才举行紧急集会，因为她人當時在贝尼省，當地没有到首都拉巴斯的周日航班。
11月11日，艾尼茲抵達埃爾阿爾托國際機場後，接者被一架军用直升机带到附近的空军基地，之後前往玻利维亚参议院。她在参议院表示，会议将于11月12日召开，以正式接受莫拉莱斯的辞职。
11月12日，根據玻利維亞憲法，艾尼茲在未能取得法定人數的國會會議上，宣告自己為玻利維亞參議院議長和玻利維亞臨時總統，並獲得玻利維亞憲法法庭承認。參議院最大黨争取社會主義運動成員都沒參加議程且稱議程「不合法」。根據CNN報導，艾尼茲因争取社會主義運動成員的缺席，在法律上沒有取得法定人數被指認為代理總統。另外，阿德里亚娜·萨尔瓦铁拉表示，雖然她有遞出辭呈，但還沒被參議院通過，所以她仍然是玻利維亞參議院議長。
11月14日，參議院接受萨尔瓦铁拉的辭呈，接著選出來自争取社會主義運動的莫妮卡·埃娃·科帕為新任參議院議長。
旨在實現「重建民主」的誓言，艾尼茲公布她的內閣名單，成員主要由來自圣克鲁斯的商界精英組成，同樣反對前任總統莫拉萊斯的政治觀點。此份名單沒包括任何玻利維亞原住民，被《衛報》描述艾尼茲此舉顯示她「無意解決橫跨全國的政治與種族分裂深淵」。新任內政部長誓言要逮捕前任總統，激起人民反對艾尼茲對莫拉萊斯的獵巫追捕。艾尼茲緊接表示，若莫拉萊斯回國，他不得競選第4個任期，且將須「面對司法」。
面對反臨時政府的抗議活動，艾尼茲呼籲警察恢復秩序，並於11月14日發布一項法令，將軍方維持秩序時免於承擔任何刑事責任。11月15日，安全部隊與在科恰班巴參加抗議活動的古柯農民爆發衝突，造成9人死亡、數十人受傷。
2020年7月9日，艾尼茲表示自己的嚴重急性呼吸系統綜合徵冠狀病毒2检测结果呈阳性。
艾尼茲在2020年9月宣布不會參選即將舉行的總統選舉，以團結反莫拉萊斯勢力。她曾於同年1月違反自己當初上任臨時總統的諾言，宣布參選。
2020年10月18日玻利維亞舉行總統選舉，莫拉萊斯的盟友、争取社會主義運動候選人盧喬·阿爾塞當選新任總統。艾尼茲的臨時總統任期即告結束。

## 争议

### 危害人類罪指控
2019年11月15日至19日，至少11名薩卡瓦以及11名阿尔托市的支持莫拉萊斯的抗議人士遭到帶有炸藥的實彈射擊身亡，兩地分別有120人及78人受傷，一個月後，美洲國家組織泛美人權理事會譴責該屠殺事件。2020年7月，哈佛大學法學院国际人权讲习会（International Human Rights Clinic）認定時任總統珍妮娜·阿涅斯領導的臨時政府在這一事件中有罪。9月，玻利维亚监察员办公室亦認定阿涅斯臨時政府犯有反人類罪。

### 对屠杀及政变指控的宣判
2020年7月，哈佛大學法學院認爲時任總統珍妮娜·阿涅斯領導的臨時政府在這一事件中有罪。9月，玻利维亚监察员办公室亦認定阿涅斯臨時政府犯有反人類罪。2021年3月13日，艾尼茲在千里達被以涉嫌策划2019年阿尔托市与萨卡瓦屠杀及參與政變遭到拘捕。2021年3月，她被控參與推翻莫拉萊斯的「政變」，但她否認指控。2022年6月8日，玻利維亞法院裁定前總統珍妮·艾尼茲涉嫌策劃政變推翻埃沃·莫拉萊斯有罪，並判處10年有期徒刑。政变罪宣判之时，其危害人类罪仍未被处罚。

## 个人立场

### 外交
艾尼茲上任成为玻利维亚临时总统后，宣布切断与委内瑞拉尼古拉斯·马杜罗政府的外交关系，同时承认胡安·瓜伊多为该国合法总统的地位，下令委内瑞拉外交人员72小时内撤离该国。巴西和美国承認艾尼茲臨時總統地位。11月26日任命奥斯卡·塞拉特担任玻利维亚驻美国大使。

### 宗教
艾尼茲自称自己是一名基督徒，并在宣布自己成为临时总统时举起了一本大圣经，并表示支持本国的宗教传统。埃沃·莫拉莱斯政府在2009年公民投票通过了一部新宪法，廢除國教，赋予基督教与其他宗教同等的地位。

## 个人生活
艾尼茲嫁給哥伦比亚哥伦比亚保守党政治家赫克托·埃尔南多·辛卡皮·卡瓦哈尔（Héctor Hernando Hincapié Carvajal）。